# Grande Hotel do Porto

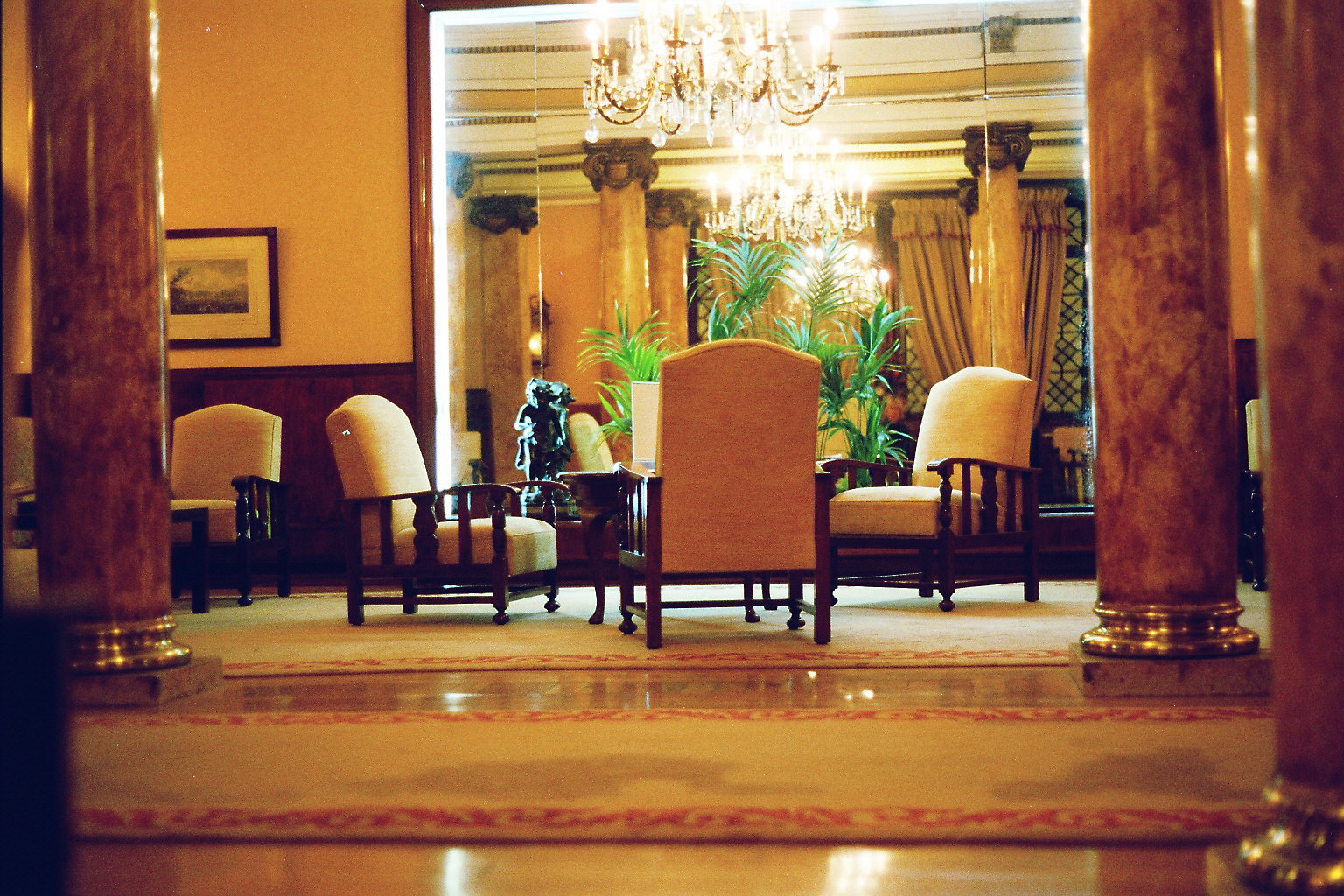
Sala das Colunas, die Säulenhalle des Hotels

Das Grande Hotel do Porto ist ein Grandhotel der Belle Époque in Porto. Das 1880 eröffnete Haus ist das älteste bestehende Hotel in der zweitgrößten Stadt Portugals.

## Lage
Das Hotel liegt im Zentrum Portos an der Rua de Santa Catarina, der Haupteinkaufsstraße und Fußgängerzone. Es befindet sich nördlich des Flusses Douro, einen halben Kilometer nordnordöstlich der Kathedrale und 300 Meter nordöstlich des Torre dos Clérigos. Der Bahnhof  Porto São Bento liegt 250 Meter südwestlich.

## Geschichte
Der Architekt Silva Sardina entwarf das fünfgeschossige Gebäude mit Fassade im Stil des Historismus. Das Hotel wurde am 27. März 1880 eröffnet.
Die Sala das Colunas (Säulenhalle), die auf den Empfangsraum folgt, wurde mit Marmorsäulen, französischen Spiegeln und Kronleuchtern ausgestattet. Die Einrichtung ist nahezu unverändert erhalten. Der Speisesaal, das Renascença-Restaurant,  ebenfalls mit Lüstern und Stuckdecke, wurde zum Treffpunkt der Gesellschaft von Porto.  Der frühere Wintergarten wurde zur Douro-Bar umgebaut. Dort werden wechselnde Ausstellungen mit Werken portugiesischer und internationaler Künstler gezeigt.
Das Hotel hat 97 Zimmer, von denen acht als Suiten ausgelegt sind. Zwei der Suiten sind mit restaurierten Möbeln aus dem 19. Jahrhundert eingerichtet.
Im Februar 1927 machte das Hotel in den USA Schlagzeilen. Im Jahr nach dem Ende der Ersten Republik durch einen Militärputsch und der Einsetzung von António Óscar de Fragoso Carmona als Premier dauerten die Widerstandskämpfe an, von denen auch US-Diplomaten und -Politiker betroffen waren. Der US-Konsul in Porto wohnte im Grande Hotel do Porto. Fünf Minuten nachdem der Konsul sein Zimmer verlassen hatte, warf ein Widerstandskämpfer eine Bombe durch das Fenster. Die Einrichtung wurde zerstört.
Das Hotel hatte im Laufe seines Bestehens prominente portugiesische und internationale Gäste. Zu ihnen gehörten Juan de Borbón y Battenberg, Infant von Spanien und Graf von Barcelona, der Schriftsteller António Lobo Antunes, der Journalist Fernando Pessa, die Pianistin Maria João Pires, die Schriftstellerin Maria Pia de Saxe-Coburgo e Bragança de Laredo, der Schriftsteller Mário Cláudio, der Philosoph und Schriftsteller Miguel de Unamuno, der russische Clown und Pantomime Oleg Popow und der brasilianische Musiker Roberto Carlos.
Im Jahr 2002 wurde das Hotel renoviert; der Stil des Hauses blieb unverändert.
Im März 2007 drehte der aus Porto stammende Regisseur Manoel de Oliveira eine Szene des Films „Christoph Kolumbus – Das Rätsel“ im Grande Hotel do Porto. Der Film basiert auf dem Buch „Cristovão Colon era Português“ von Manuel Luciano da Silva und  Sílvia Jorge da Silva.